# Борис Манов
Борис Миланов Манов е български офицер от Държавна сигурност (генерал-майор) и функционер на Българската комунистическа партия (БКП).
Роден през 1922 година в Радомирско, той става партизанин за няколко месеца, а след Деветосептемврийския преврат от 1944 година работи в Държавна сигурност, достигайки до поста ръководител на политическата полиция през 1967 – 1968 година. След това е прехвърлен в партийния апарат и през 1971 – 1984 година ръководи организацията на БКП в Пернишки окръг.

## Биография
Борис Манов е роден на 28 ноември 1922 година в село Извор, Радомирско, като последното седмо дете в средно заможно селско семейство, като баща му работи и известно време и като локомотивен машинист и членува в Радикалната партия. Постъпва в Радомирската гимназия, където през 1936 година става член на комунистическия Работнически младежки съюз (РМС). В 10 клас се премества в VII мъжка гимназия в София и през 1942 година е изключен от училището заради комунистическата си дейност. На следващата година завършва Пернишката гимназия. През лятото на 1943 година е арестуван след разкриването на група на РМС в Перник, но е оправдан в съда и се записва да следва агрономство. Не след дълго Манов прекъсва образованието си и на 1 март 1944 година се присъединява към Трънския партизански отряд, където е секретар на организацията на РМС, а през май става член и на БКП.
Непосредствено след Деветосептемврийския преврат от 1944 година Манов се включва активно в последвалите го насилия в Радомир, където първоначално е началник на Народната милиция, а след това секретар на организацията на РМС за околията. След това е член на Областния комитет на РМС, завеждащ „Селска и учаща младеж“.
На 12 декември 1945 година Борис Манов е назначен в Специалния отдел на Министерството на народната отбрана със звание поручик, откъдето скоро го изпращат на обучение в Народното военно училище „Васил Левски“. След това отново се връща в Специалния отдел, където работи в подразделението му в Шумен, отговорно за Трета армия. От 1 януари 1950 година отделът е прехвърлен в Държавна сигурност, където той бързо се изкачва в йерархията. От 1951 година е началник на отделение, а от 1 януари 1952 година – началник на отдел в Трето управление (военно контраразузнаване). Между 17 май 1952 и февруари 1953 година е заместник-началник на управлението, поемайки поста на мястото на Минчо Агайн.
През 1953 година Манов е прехвърлен като заместник-началник на Второ управление (контраразузнаване). През пролетта на 1954 година постига един от най-големите успехи в кариерата си в Държавна сигурност, ръководейки операцията срещу горянската група на анархистите Христо Несторов, Дончо Караиванов и Милю Иванов. През 1955 – 1956 година преминава едногодишен служебен курс в Съветския съюз. След завършването се връща като заместник-началник на Второ управление и на 29 април 1957 година е повишен в полковник. На този пост той отговаря за дейността на подразделения на управлението, като тези за външно наблюдение и за противодействие на съседните страни, като неколкократно е награждаван за конкретни успехи в работата си.
На 15 ноември 1962 година по неясни причини Борис Манов е отстранен от оперативната работа на Държавна сигурност и е назначен за началник на Висшата школа „Георги Димитров“. Той остава на този пост до 17 март 1967 година, когато оглавява друга спомагателна структура на Държавна сигурност, наречена Институт за информация и научна организация на управлението. През този период той следва задочно право в Софийския университет.
В края на 1967 година Манов отново е върнат на оперативна работа. На 8 ноември е произведен в генерал-майор, след което по изпълнено със суперлативи предложение на вътрешния министър Ангел Солаков на 14 декември става първият началник на новосъздаденото Шесто управление (политическа полиция). Основната му задача на този пост през следващите месеци е контрола на провеждания през лятото на 1968 година в София Световен младежки фестивал. Макар да получава служебна благодарност за работата си, на 14 ноември той е освободен с почести от службите, като запазва привилегиите си на генерал от Държавна сигурност до 1990 година.
След като е освободен от Държавна сигурност, Борис Манов става секретар на Градския комитет на БКП в София. След това дълго време е първи секретар на Окръжния комитет на БКП в Перник (1971 – 1984). На 22 февруари 1984 година е прехвърлен в отдел „Социална и национална сигурност“ на Централния комитет на БКП. През 1971 – 1986 година е и народен представител. Още от 1987 година Манов прави опити да бъде освободен от военна служба и да получи полагащите му се парични компенсации, но по неясни причини това става едва на 1 март 1990 година.
Борис Манов умира на 30 септември 2009 година в София.

## Образование
- Пернишката гимназия (до 1943)
- Военно училище, София (12 декември 1945 – 1946), съкратен курс
- Курс в СССР по Държавна сигурност (1955 – 1956)
- Софийски университет „Св. Климент Охридски“ (до 1968), право

## Военни звания
- поручик – 12 декември 1945
- капитан – ?
- майор от ДС – 24 май 1950
- подполковник от ДС – 20 април 1952
- полковник от ДС – 29 април 1957
- генерал-майор от ДС – 8 ноември 1967

## Награди
- орден „За боева заслуга“
- орден „Народна свобода 1941 – 1944“ II степен
- орден „Червено знаме“ – 17 юни 1957
- орден „9 септември 1944“ I степен – 1 юни 1959